# Ư Vũ Đồng
Eowudong (어우동; 於宇同; Vũ Đồng,,1430? - 18 tháng 10, 1480) hay Eoeulwudong (어을우동, 於乙宇同, vu Ất Vũ Đồng) là một nhà thơ, nghệ sĩ, vũ công thời nhà Triều Tiên thế kỷ 15.

## Cuộc đời
Ư Vũ Đồng sinh ra trong một gia đình quý tộc họ Phác (Park) của triều đại Triều Tiên. Bà kết hôn với Thái Giang thủ Lý Đồng (태강수 이동, 泰 江 守 李 同 ), chắt trai của vua Triều Tiên Thái Tông. Bà bị buộc phải ly dị vì cớ ngoại tình và sau đó bà hoạt động như một nhà thơ, nhà văn, nghệ sĩ, và vũ công.
Bà đã được ghi nhận là có vẻ đẹp đặc biệt và có tài nhảy múa, tài năng ca hát, làm thơ, với trí thông minh nhạy bén và quyến rũ và trí tuệ phi thường. Cuộc sống cá nhân của bà đã trở thành gần như huyền thoại, tạo cảm hứng cho những sáng tác tiểu thuyết, phim ảnh, phim truyền hình, nhạc kịch, và nhiều nhà thơ đời sau. Hầu hết những tác phẩm của bà đã không thể bảo tồn.
Sau khi nhà Triều Tiên sụp đổ, vào thế kỷ 20, tên tuổi của bà đã được phục hồi, và do tính cách quyết đoán và tự lập nổi tiếng của mình, bà đã trở thành một biểu tượng văn hóa phổ biến hiện đại của Hàn Quốc.

## Tác phẩm
Hầu hết những tác phẩm của bà đã không thể bảo tồn nhưng trong số những bài thơ còn tồn tại đã cho thấy bà có óc sáng tạo, tài nghệ cao của sự sắp xếp các từ và tạo âm nhạc. Những câu thơ gợi ý kể về bi kịch của tình yêu của mình bị mất. Một số cũng là bài thơ trả lời cho nhiều bài thơ nổi tiếng Trung Quốc cổ điển và văn học.

## Trong văn hóa đại chúng
- Ư Vũ Đồng, phim sản xuất năm 1985, do nữ diễn viên Lee Bo-hee (Lý Phủ Cơ) thủ vai. Với vai diễn này, Lee Bo-hee đã giành được giải thưởng The Grand Bell Awards cho nữ diễn viên xuất sắc nhất.
- Hàn Minh Quái, phim truyền hình năm 1994, vai Ư Vũ Đồng do Choe Ji-na thủ vai.
- Đức vua và tôi, phim truyền hình Hàn Quốc năm 2007, do diễn viên Kim Sa-rang (Kim Tư Lãng) thủ vai.